# Tullamore
Tullamore (en gaélico irlandés: Tulach Mhór) es una localidad del condado de Offaly en el centro de Irlanda. Es la capital del condado y el centro del distrito.
Tullamore es un centro comercial e industrial de importancia en la región. Las principares empresas de la zona son 'Tyco Healthcare' y 'Boston Scientific'. En 2004 se fundó Tullamore Retail Park. Está conformado por outlets como Tesco Extra supermarket, DID electrical, Argos Extra, Burger King, Heatons yWoodies DIY.
La población alberga las oficinas del servicio de salud para la zona de Midland y el Midland Regional Hospital, dando entre ambos empleo a más de 1000 personas.
El principal producto de la localidad es el Tullamore Dew - un whiskey irlandés previamente destilado por la destilería Tullamore que se conoce al menos desde 1829. La destilería se cerró en la década de 1950, pero aún puede verse su impronta en Tullamore. En la actualidad Irish Distillers produce Tullamore Dew en Midleton (condado de Cork) distribuido por Cantrell & Cochrane.

## Historia
Tullamore formó parte de uno de los primeros asentamientos coloniales ingleses, en la década de 1570. En 1785 el pueblo sufrió grandes daños a causa de la colisión de un globo aerostático que provocó un incendio por el que ardieron más de cien casas, uno de los primeros desastres de la aviación.
Hasta el día de hoy el escudo de la ciudad muestra un fénix surgiendo de las cenizas.
El Gran Canal unió Tullamore con Dublín en 1798. Durante las guerras napoleónicas, se produjo un encuentro entre las tropas de la Legión Alemana del Rey y un regimiento de infantería ligera británico cuando ambos se encontraban estacionados en la ciudad. Ese choque se ha conocido como "la batalla de Tullamore". Tullamore se convirtió en county town (capital del condado) de Offaly en 1835, en sustitución de Daingean.

## Lugares de interés

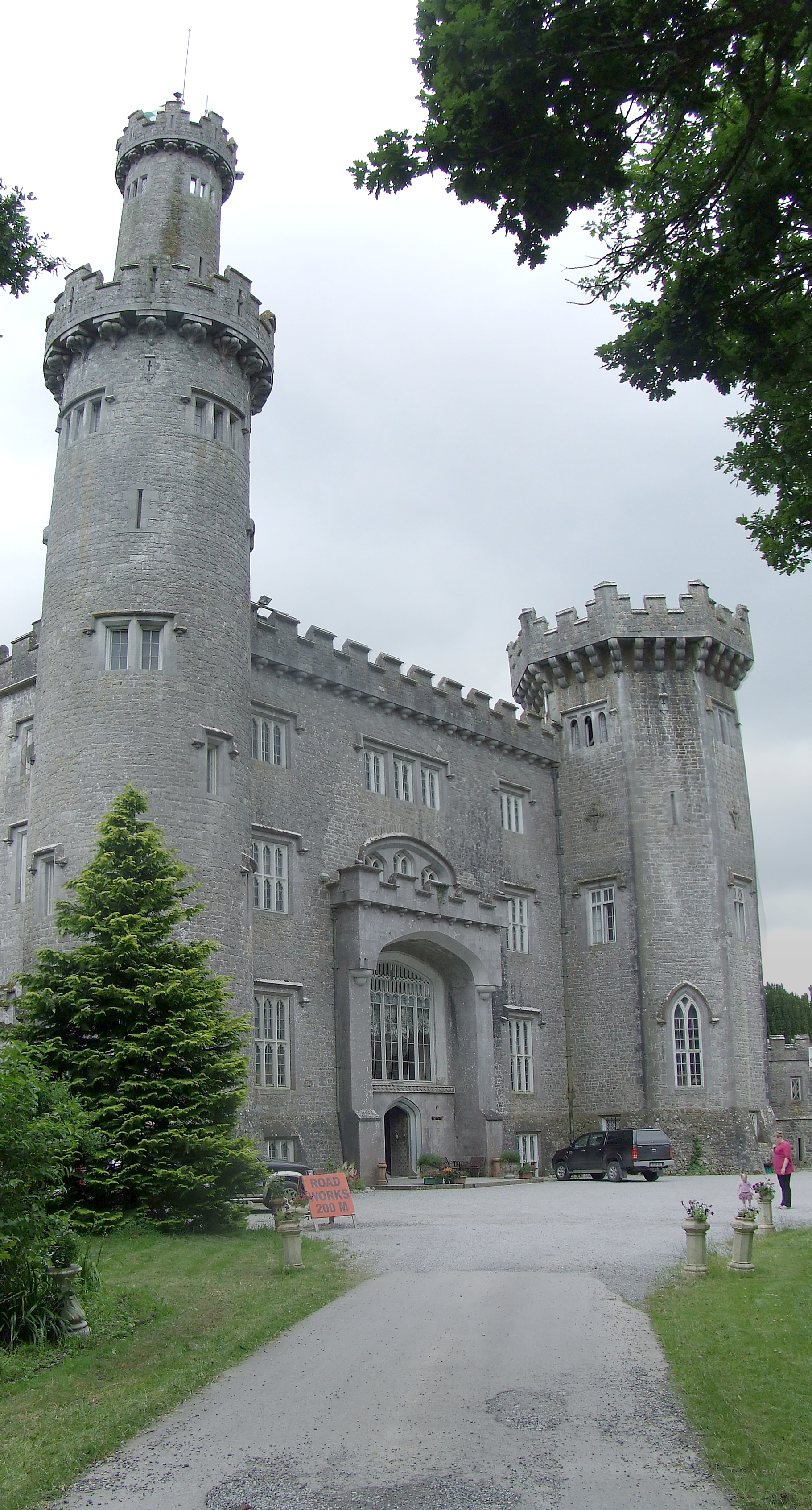
Castillo de Charleville

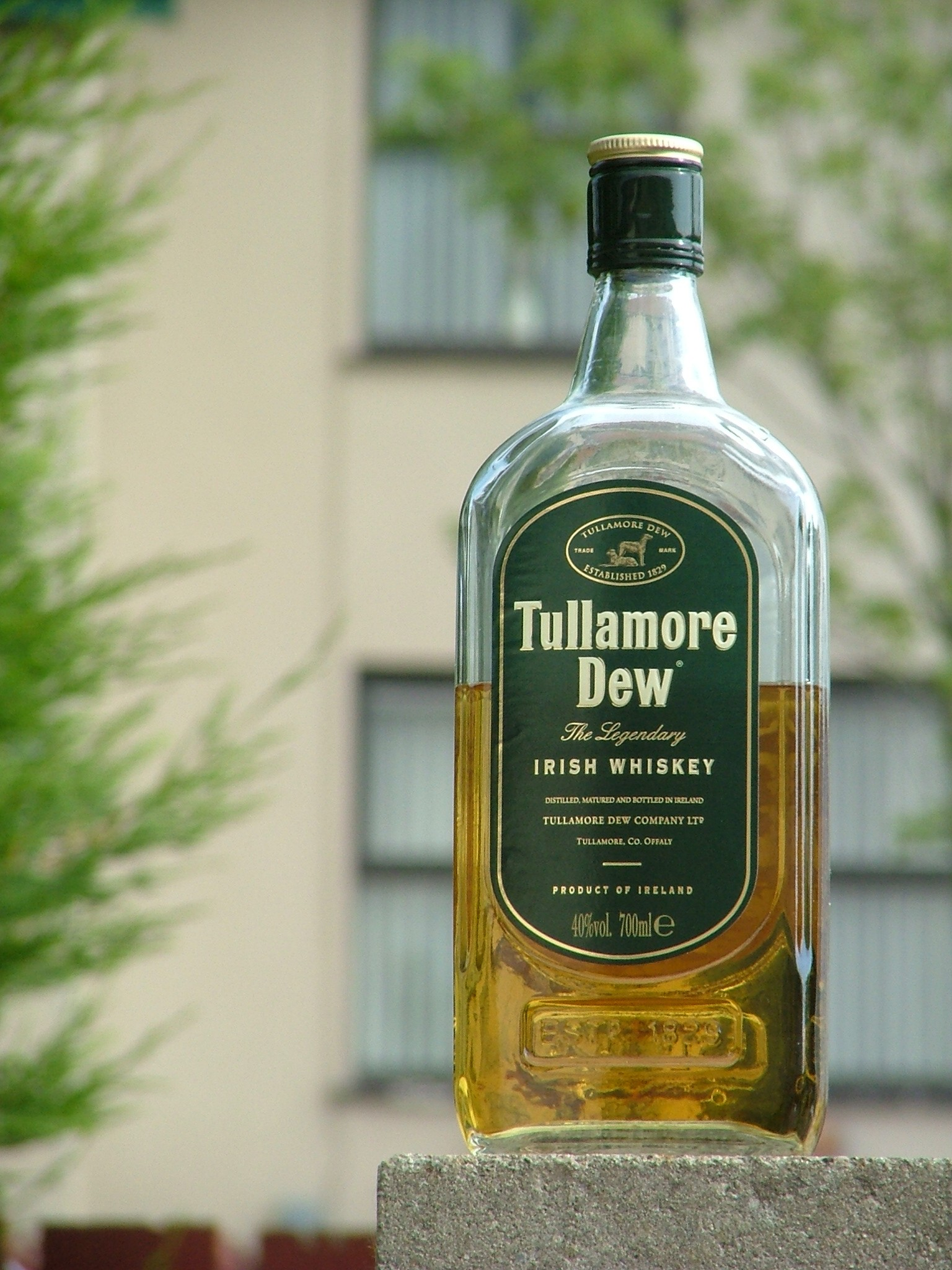
Tullamore Dew

El Tullamore Dew Heritage Centre a orillas del Gran Canal se centra en el proceso de destilación y la historia de la localidad.
La finca de Charleville se encuentra en un extremo de la población. El castillo de Charleville es uno de los mejores edificios góticos de Irlanda.

## Media
Entre 1975 y el 24 de marzo de 2008 Tullamore acogió el prioncipal transmisor de radio de onda media de RTÉ Radio 1. La sede de Midlands 103 está en Tullamore. Hay varios periódicos locales, como The Tullamore Tribune y The Offaly Topic.

## Demografía
La población de Tullamore y sus alrededores ha aumentado un 28.8% entre 1996 y 2006, de 10,029 a 12,927 habitantes.

## Personajes
Los más importantes residentes en Tullamore han sido:
- Gerald Gardner (1922–2009), geofísico y activista social.[2]
- Brian Cowen, Miembro del parlamento y Taoiseach (primer ministro irlandés) (2008-2011)
- Máire Wyer, Historiadora del arte y profesora de inglés querida por alumnos y profesores.

Creadora del acento gráfico Máire. Un revolucionario signo de puntuación que ayuda al estudiante a pronunciar correctamente.